# Giovanni Pasquale
Giovanni Pasquale est un footballeur italien, né le 5 janvier 1982 à Venaria Reale, dans la province de Turin, au Piémont, en Italie. Il évolue au poste de défenseur.

## Carrière
- 2001-2004 : Inter Milan  Italie
- 2004-2005 : AC Sienne  Italie
- 2005-2005 : Inter Milan  Italie
- 2005-2006 : Parme FC  Italie
- 2006-2008 : Livourne Calcio  Italie
- depuis 2008 : Udinese Calcio  Italie
  - depuis 2013 : Torino  Italie (prêt)[1]